# William Cavendish (cortesano)

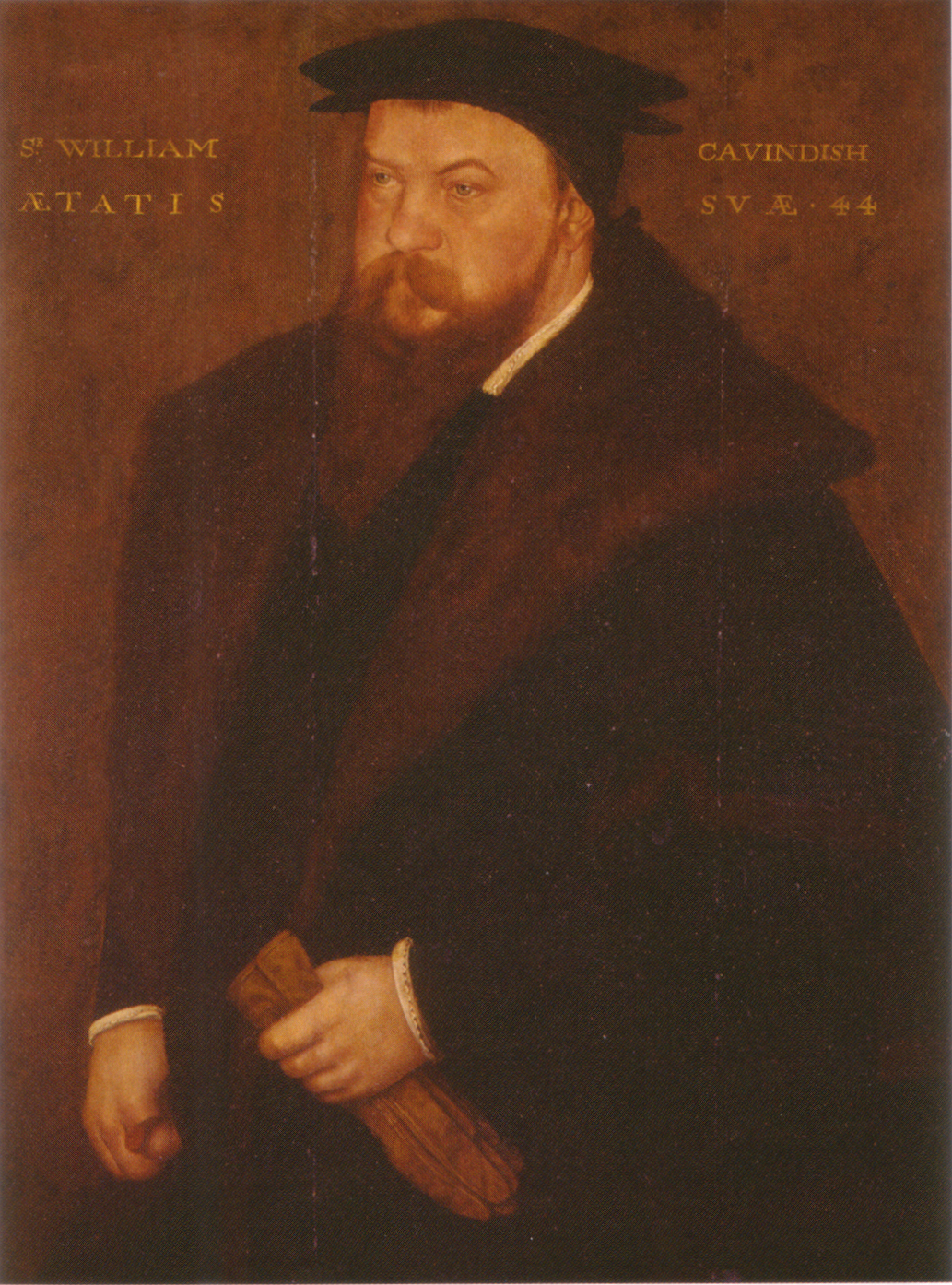
Sir William Cavendish, en un retrato de aproximadamente 1547 (posible obra de John Bettes).

William Cavendish (c. 1505 - † 25 de octubre de 1557) fue un cortesano inglés, originalmente un simple ujier del arzobispo Thomas Wolsey, que se ganó el favor de Enrique VIII de Inglaterra y sus sucesores, que encumbraron su honor.

## Vida
Era biznieto de John Cavendish, presidente del Tribunal Supremo de Inglaterra y Gales que fue asesinado durante la revuelta de los campesinos de 1381. Se convirtió en uno de los "visitadores de monastarios" de Thomas Cromwell, en la época en la que el rey Enrique VIII ordenó la disolución de los monasterios y se anexionó las propiedades de la Iglesia católica al final de la década de 1530. A esto le siguió una exitosa carrera como experto financiero en el erario público, que le conllevó una enorme fortuna. Fue acusado, durante la mencionada disolución de los monasterios de un acusado aumento de su patrimonio.
Durante el reinado de María Tudor, se publicó una biografía favorable a la muerte del cardenal Thomas Wolsey, escrita desde la perspectiva de uno de sus más cercanos colaboradores. Aunque durante siglos, se atribuía la autoría a Sir William, historiadores actuales se la atribuyen a su hermano mayor, George Cavendish (1494 -1562).

## Familia

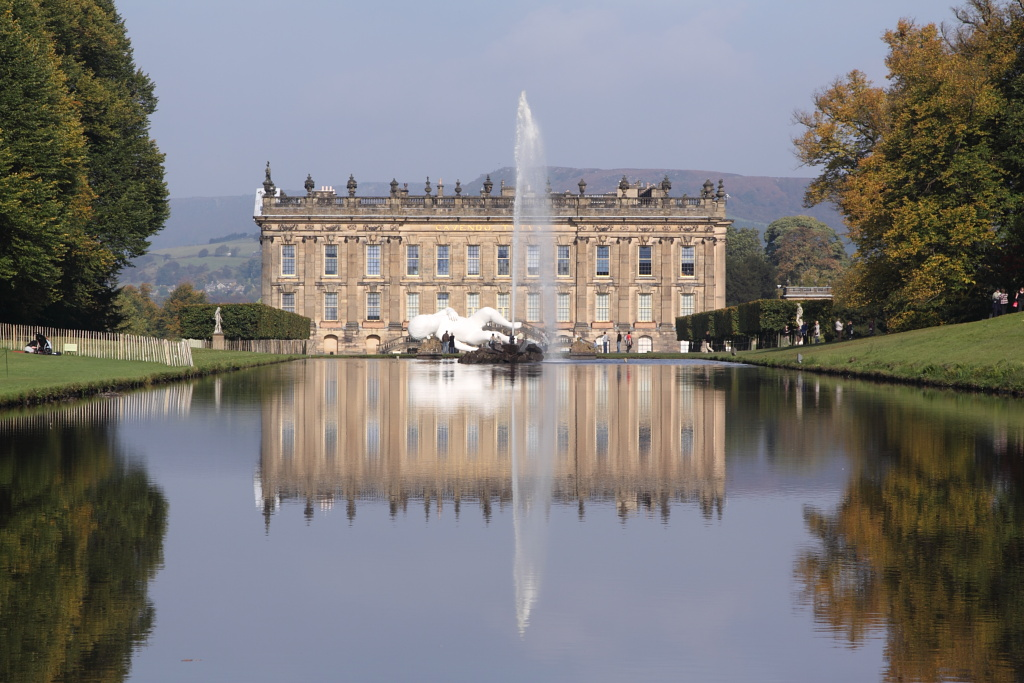
La actual casa Chatsworth, reflejada en el Canal Pond

Sus primeras dos esposas murieron, dejándolo solo con dos descendientes femeninas.
En 1547 se casó con Bess de Hardwick (1527–1608), condesa de Shrewsbury. Sir William vendió entonces su casa en Suffolk y se mudó al condado natal de su nueva mujer, en Derbyshire. Adquirió la propiedad Chatsworth en 1549 y la pareja comenzó a construir la casa Chatsworth en 1552, y que ha permanecido en poder de la familia Cavendish hasta la actualidad.
En sus últimos diez años de vida, la pareja tuvo ocho hijos de los cuales seis sobrevivieron a la infancia. Una de ellas, Isabel (1555-1582) casaría con Carlos Estuardo, Conde de Lennox, cuya hija, Arabella se postularía como posible sucesora al trono de Inglaterra y Gales en 1603. Otros descendientes de Sir William e Isabel, se convertirían en duques de Devonshire, y otros se convertirían en duques de Newcastle.